# Cheese (álbum)
Cheese é um álbum de Stromae, um cantor e compositor belga. Lançado em 14 de Junho de 2010, este álbum obteve muita repercusão na Europa.

## Lista de faixas
1. "Bienvenue chez moi"
2. "Te quiero"
3. "Peace or Violence"
4. "Rail de musique"
5. "Alors on danse"
6. "Summertime"
7. "Dodo"
8. "Silence"
9. "Je cours"
10. "House'llelujah"
11. "Cheese"